# Sebastian Vogel (Übersetzer)
Sebastian Vogel (* 31. Mai 1955 in Berlin) ist ein deutscher Übersetzer für Sachliteratur und Belletristik.

## Leben
Sebastian Vogel studierte Biologie in Heidelberg und Köln. Nach seiner Promotion im Jahre 1985, am Institut für Genetik der Universität zu Köln, war er gelegentlich als Journalist und Autor tätig. Seine Hauptbeschäftigung ist jedoch die literarische Übersetzung vom Englischen ins Deutsche. Unter anderem arbeitet er für die Verlagsgruppe Random House, National Geographic Deutschland, S. Fischer, Rowohlt, Ullstein, Berlin, Spektrum Akademischer Verlag und Spektrum der Wissenschaft.
Vogel ist Mitglied im Verband deutschsprachiger Übersetzer literarischer und wissenschaftlicher Werke, VdÜ.

### Übersetzungen (Auswahl)
- Robert Charles Gallo: Die Jagd nach dem Virus. Fischer, Frankfurt am Main 1991, ISBN 3-10-024404-4
- Terence A. Brown: Gentechnologie für Einsteiger. Spektrum, Heidelberg 1993, ISBN 3-86025-207-0
- Daniel Dennett: Darwins gefährliches Erbe: Die Evolution und der Sinn des Lebens. Hoffmann & Campe, Hamburg 1997, ISBN 3-455-08545-8.
- Stephen Jay Gould: Illusion Fortschritt. Fischer, Frankfurt am Main 1998, ISBN 3-10-027807-0
- Peter Ackroyd: Das Haus des Magiers. Goldmann, München 2002, ISBN 3-442-72859-2
- Bill Bryson: Eine kurze Geschichte von fast allem. Goldmann, München 2004, ISBN 3-442-31002-4
- Jared Diamond: Kollaps – Warum Gesellschaften überleben oder untergehen.  S. Fischer, Frankfurt 2005, ISBN 3-10-013904-6
- Donald Johanson & Blake Edgar: Lucy und ihre Kinder. Photographien von David Brill. 2. akt. und erw. Aufl. Elsevier, München 2006, ISBN 3-8274-1670-1
- John Dickie: Cosa Nostra: Die Geschichte der Mafia. Fischer, Frankfurt am Main 2007, ISBN 978-3-596-17106-4
- Richard Dawkins: Der Gotteswahn. Ullstein, Berlin 2007, ISBN 978-3-550-08688-5
- Christian de Duve: Die Genetik der Ursünde. Spektrum, Heidelberg 2010, ISBN 978-3-8274-2708-3
- Richard Dawkins: Die Schöpfungslüge: Warum Darwin recht hat. Ullstein, Berlin 2010, ISBN 978-3-550-08765-3
- Steven Pinker: Gewalt: Eine neue Geschichte der Menschheit. S. Fischer, Frankfurt am Main 2011, ISBN 978-3-10-061604-3
- Robert Provine: Ein seltsames Wesen. Warum wir gähnen, rülpsen, niesen und andere komische Dinge tun. Rowohlt, Reinbek 2014, ISBN 978-3-498-05212-6
- Thomas D. Seeley: Bienendemokratie. Wie Bienen kollektiv entscheiden und was wir davon lernen können. S. Fischer, Frankfurt am Main 2014, ISBN 978-3-10-075138-6
- John Craig Venter: Entschlüsselt. Mein Genom, Mein Leben. S. Fischer, Frankfurt am Main 2009, ISBN 978-3-10-087030-8
- John Craig Venter: Leben aus dem Labor. Die neue Welt der synthetischen Biologie. S. Fischer, Frankfurt am Main 2014, ISBN 978-3-10-087202-9
- Eric Kandel: Was ist der Mensch? Störungen des Gehirns und was sie über die menschliche Natur verraten, Siedler-Verlag, München 2018, ISBN 978-3-8275-0114-1.
- Roman Krznaric: The Good Ancestor: How to Think Long Term in a Short Term World (2020); Der gute Vorfahr. Langfristiges Denken in einer kurzlebigen Welt. DuMont, Köln 2024, ISBN 978-3-8321-6943-5.

### Als Autor
- Lexikon Gentechnik. rororo science, Reinbek 1992, ISBN 3-499-19192-X